# Leonel Paulo
Leonel Paulo, né le 30 avril 1986 à Luanda, en Angola, est un joueur angolais de basket-ball, évoluant au poste de pivot. 

## Palmarès
- Champion d'Afrique 2009
- Médaille d'or aux Jeux africains de 2007